# La Baume
La Baume är en kommun i departementet Haute-Savoie i regionen Auvergne-Rhône-Alpes i sydöstra Frankrike. Kommunen ligger i kantonen Le Biot som tillhör arrondissementet Thonon-les-Bains. År 2022 hade La Baume 322 invånare.

## Befolkningsutveckling
Antalet invånare i kommunen La Baume
| Referens: INSEE |